# Принц із ліліями
Фреска «Принц лілій», або фреска «Принц з ліліями» або «Жрець-Цар» — відома мінойська картина, викопана фрагментами у палаці Кноссос, столиці мінойської цивілізації бронзового віку на грецькому острові Крит . Переважно реконструйований оригінал зараз знаходиться в Археологічному музеї Іракліона (AMH), а копія версії в палаці містить квіти на задньому плані.
Хоча цю фігуру (за винятком одношарового фону) часто називають фрескою, вона входить до меншої групи «рельєфних фресок» або «розписних штукатурок », оскільки оригінальні частини зображення вбудовані в гіпсі до нижчого рельєфу перед фарбуванням.  Він датується «пізньомінойським IA» за версією Сінклера Гуда,  приблизно 1550 р. до н.е., у неопалацовий («новий палац») період між 1750 і 1500 рр. до н. Марія Шоу стверджує, що приблизне датування (у 2004 р.) коливалося між MM IIIB і LM IB, даючи максимальний діапазон дат від c. 1650 до c. 1400 р. до н.е., «і іноді пізніше». 
Лише кілька фрагментів оригінального зображення були розкопані; його, ймовірно, навмисно зняли зі стіни під час перебудови чи ремонту палацу. Археологи висунули кілька різних припущень щодо зовнішнього вигляду оригінального зображення, багато з яких дуже відрізнялися від величної чоловічої фігури, реконструйованої століття тому.  Вони сходять до початкових розкопок під керівництвом сера Артура Еванса в 1901 році, оскільки він спочатку вважав, що фрагменти належать принаймні двом фігурам, можливість, яку досі активно обговорюють. Зараз загальновизнано, що реконструкція Еванса була надто самовпевненою. Невизначеність навколо фрагментів можна підсумувати назвою статті, опублікованої в 2004 році: «Фреска царя-жерця з Кносса: чоловік, жінка, священик, король чи хтось інший?», хоча насправді стаття схильна підтримувати більше висновків Еванса, ніж деякі наступні вчені. 

## Фрагменти

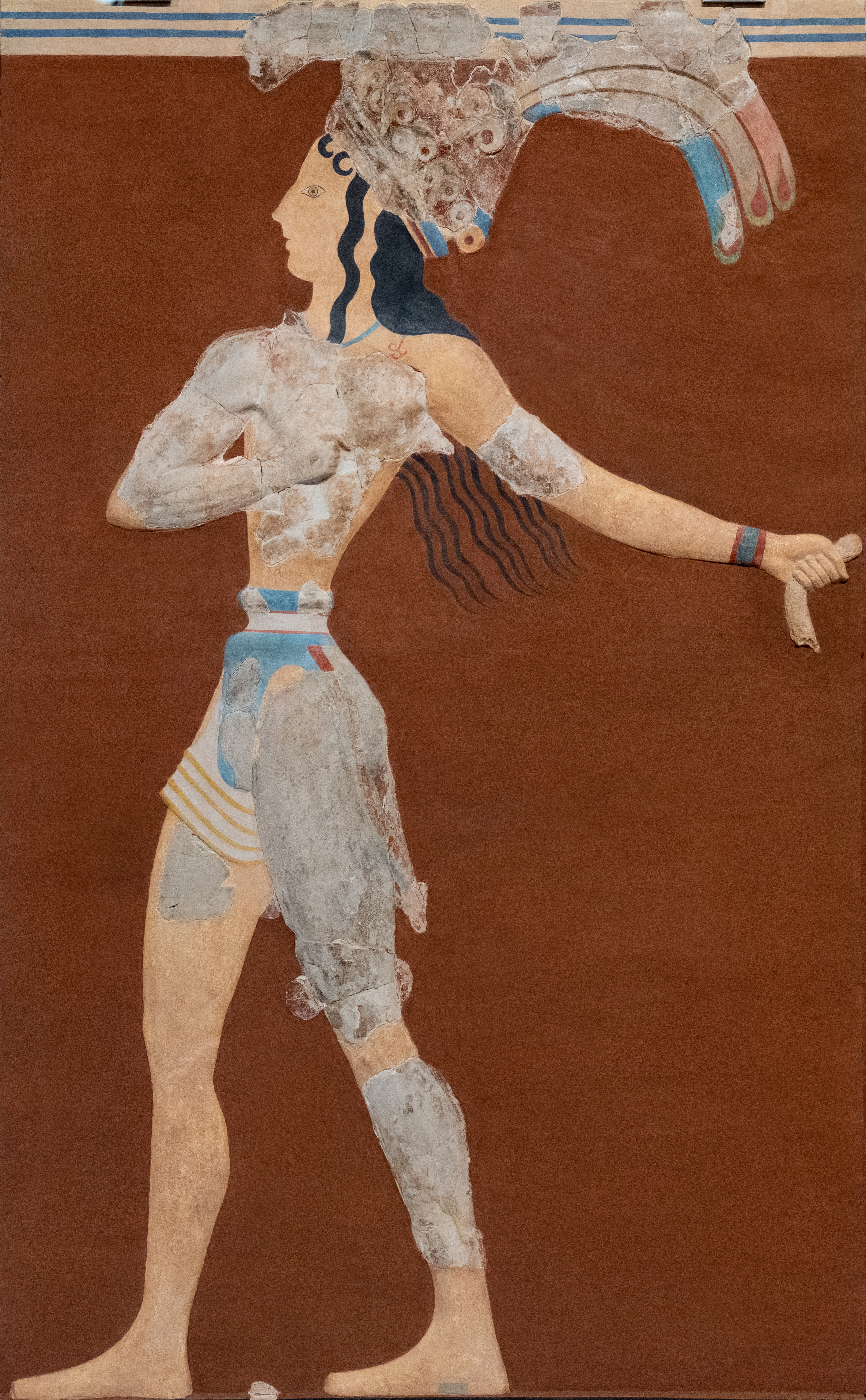
Версія з ліліями, виставлена в Кноссі (повністю 20 століття)

Фрагменти, що складають реконструкцію в AMH, як це зазвичай відбувається з цими експонатами, вбудовані в паризький гіпс на підкладці та оформлені в рамки. Всього використано дев'ять фрагментів: 
1. Верхня частина чола, частина вуха і волосся, а також маківка
2. Торс, включаючи праву руку фігури (ліву для глядача) і стиснутий кулак. Показано намисто з вазових лілій.
3. Біцепс, покладений на іншу руку
4. Частини пояса
5. Частини гульфика
6. Частина стегна, гомілка (дві частини)
7. Фрагмент плоского фону, червоний і чорний (відновлено внизу)
8. Плоска частина квітки (зараз не у версії AMH)
9. Плоска частина, відновлена у вигляді метелика (зараз не у версії AMH; між ліліями та рукою праворуч на репродукції з Кносса)

## Реконструкція
Реконструкція так званого «царя-священика» з Кноссу завжди була неточною. Коли у 1901 році під керівництвом Артура Еванса (не ним особисто) були розкопані фрагменти, його першою думкою було, що вони належать різним персонажам і «тулуб може вказувати на кулачного бійця». 
Анатомічний вигляд торсу показує скорочену потужну мускулатуру, а ліва, втрачена зараз, рука, безсумнівно, була в висхідному положенні, оскільки грудний м’яз піднятий. Ці спостереження дозволяють нам зробити висновок, що тулуб належав одному з кулачних бійців, схожих на тих, що на численних атлетичних зображеннях, вигравіруваних на вазі з бійцями зі Святої Тріади . Корона з ліліями належала іншій особі, можливо, жриці (як на саркофазі Святої Тріади ). Мальовані рельєфи двох атлетів, які займаються кулачним боєм у Кносському палаці, безсумнівно, були зразком фрески «діти-кулачні бійці» в Акротірі на Тері . 

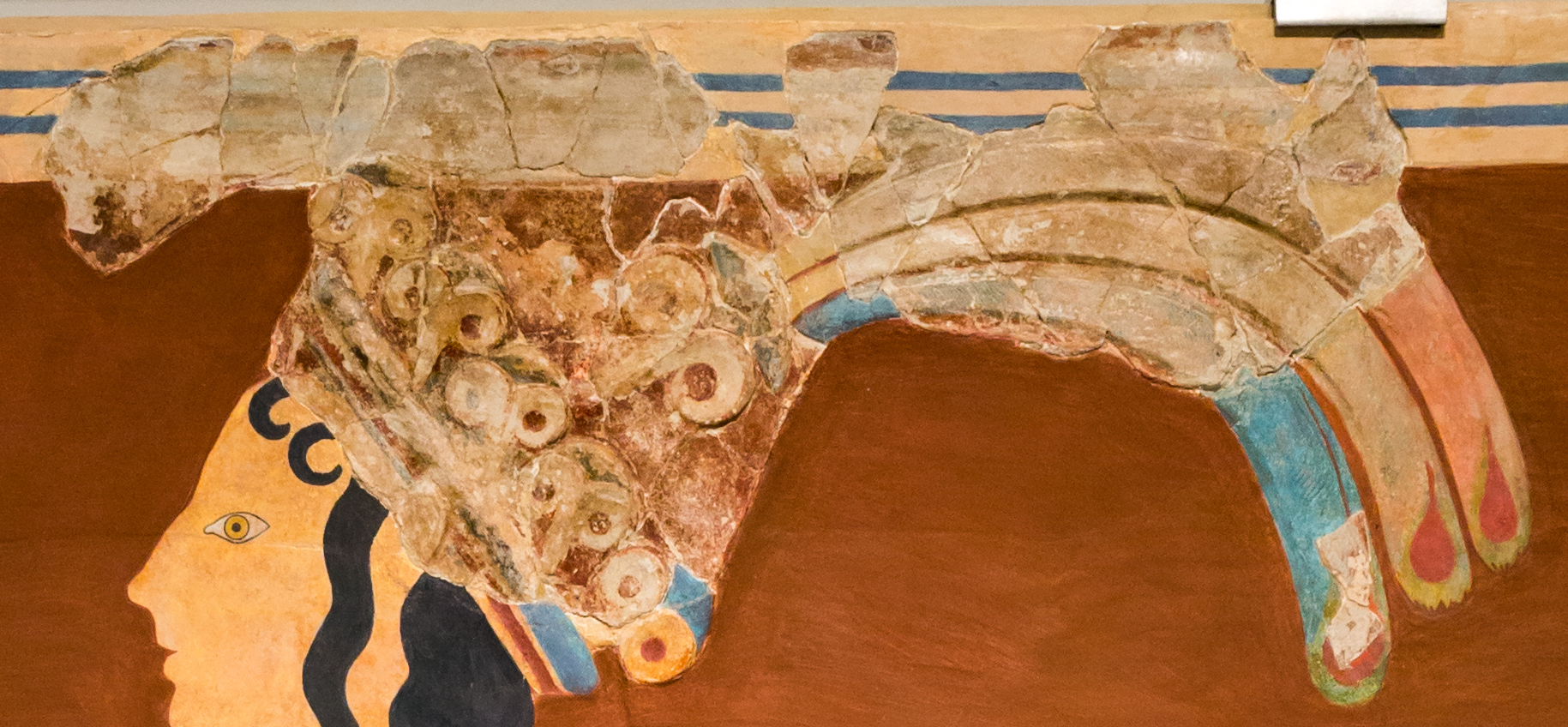
Деталь реконструкції: голова та корона, Археологічний музей Іракліону ("AMH")

Пізніше Еванс змінив свою думку, і реконструкція відображає його пізнішу ідею фігури як «царя-священика»; він використовував це зображення на обкладинці всіх томів своєї основної публікації про розкопки в Кноссі, незважаючи на вартість золотого тиснення корони.  Можливо, Еванс передумав головним чином тому, щовирішив, що оригінальна розписана стіна з фрескою була частиною процесійного коридору в палаці, а фігура групи інших, показаних у процесії іншим коридором до Центрального палацу. Двір палацу завжди вважався місцем, де відбувалися стрибки биків. У реконструкції мотузка у реконструйованій руці праворуч, як гадав Еванс, веде сфінкса чи грифона ; бик, якого вели на церемонію чи жертвоприношення, може бути іншою можливістю, але насправді немає жодних доказів того, що відсутня рука взагалі тримала мотузку. 
Фрескові грифони з «Тронного залу» носять прикрашені пір’ям корони, подібні до «Царя-священика», і якщо його корона насправді походить від іншої фігури, то це цілком можливо. На думку Нанно Марінатоса, у мінойському мистецтві «корону з пір’ям» носять тільки божества, грифони та цариця, яка, за визначенням, також є головною жрицею. 
Ідея «кулачного бійця» для торсу знову з’явилася в останні роки, на рівні з ідентифікацію його, як бога.  Інші запропоновані реконструкції, які не поєднують частину з короною з частиною тулуба, можуть мати голову, звернену праворуч від глядача.  Ідея процесійного контексту була предметом суперечок. Що стосується напрямку голови, ретельний огляд (на драбині) Марії К. Шоу привів її до висновку за відсутністю прядок волосся, що принаймні реконструйований напрямок голови, дивлячись ліворуч від глядача, був правильним, але це відкидає ідеї кулачного бійця та бога. 
Нотатки Дункана Маккензі, оригінального археолога 1901 року, не були зроблені за сучасними стандартами, і, зокрема, залишають невизначеною точну глибину, де були знайдені фрагменти, а також викликають проблеми з узгодженням точного місця знахідки з опублікованою розповіддю Еванса. Еванс і Маккензі вважали, що фрагменти були знайдені безпосередньо (або майже так) під їхнім початковим місцем розташування на стіні, будучи зметеними або навмисно опущеними на рівень підвалу після того, як їх зняли зі стіни.  Сінклер Гуд, який пізніше займався розкопками в Кноссі, каже, що «уламки були знайдені близько до поверхні в суттєво пошкодженому південному районі палацу, і тому вони були практично нерозшарованими». 

### Стать

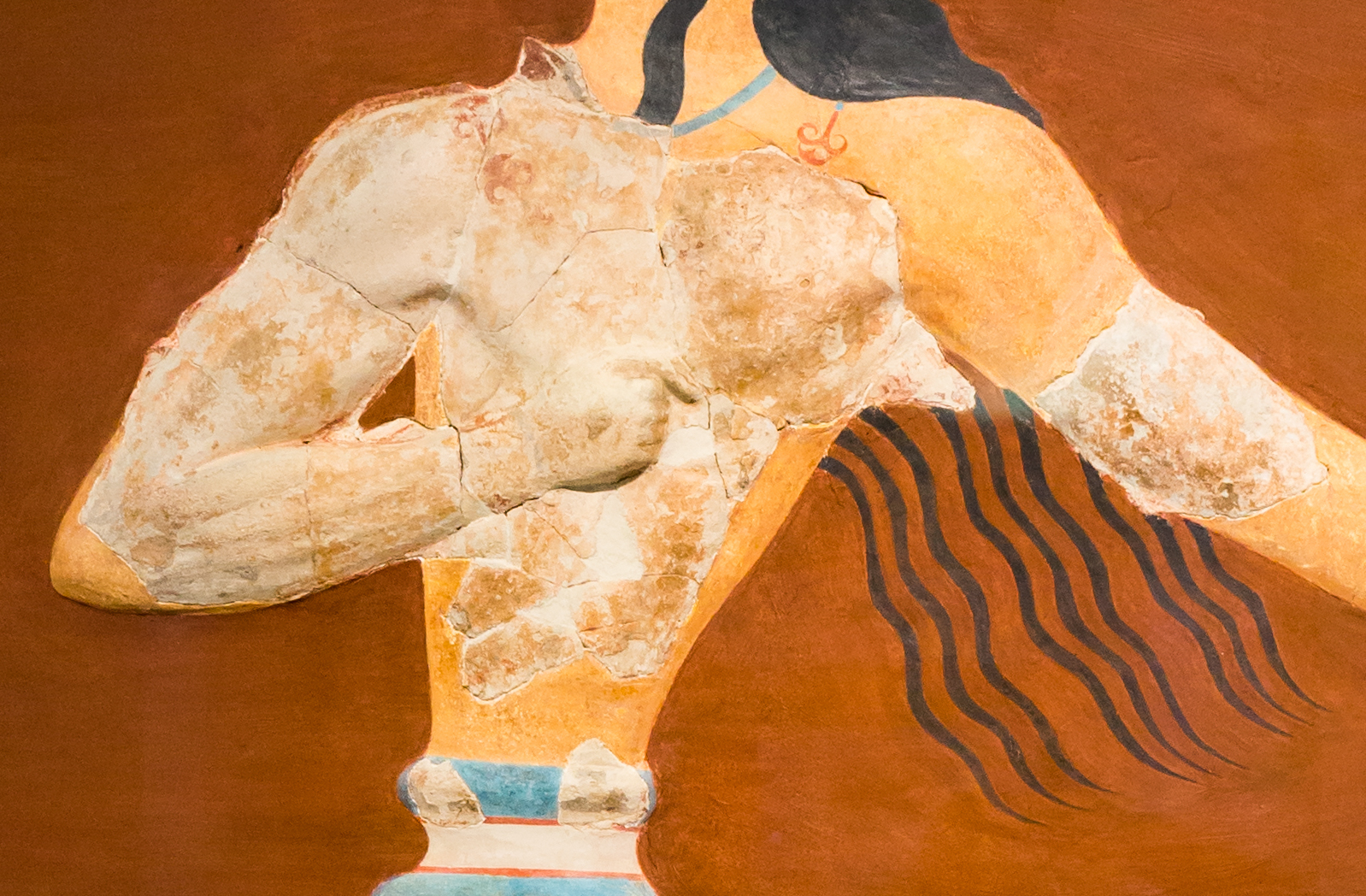
Фрагменти верхньої частини тіла, АМН

Як загальне правило, мінойське мистецтво дотримувалося давньоєгипетської конвенції щодо кольорів шкіри: «червоний» (зазвичай більше червонувато-коричневий) для тіла чоловіків і білий для тіла жінок (також жовтий для золота, синій для срібла та червоний для бронзи). . Шкіру Принца лілій найчастіше трактували як «червону», але деякі автори бачили її, принаймні на деяких фрагментах, як білу, яка стала темнішою під час перебування під землею. Існують також аргументи, що гендерне розрізнення кольорів не є незмінним у мінойському живописі, наприклад, коли, як тут, фон темно-червоний. Витончена корона більше схожа з іншими коронами на жіночих фігурах (людей чи грифонів), ніж на чоловічих. 
Одна з пропозицій полягала в тому, що фігура, включаючи корону, була жінкою -стрибуном з бика . На знаменитій фресці «Стрибки з бика» із Кносського палацу зображені дві особини жіночої статі; у будь-якому випадку дві фігури на обох кінцях бика є білими, що сильно контрастує з «червоною», яка стрибає над биком, хоча вони можуть бути лише в набедреній пов’язці (знову ж таки, відсутність більшості частин залишає стать невизначеною). Однак також було припущено, що ці «білі» фігури також є чоловічими, і різниця кольорів, можливо, вказує на молодість або старшинство. 
Хоча більшість фігур із коронами — жінки чи грифони, Марія Шоу вказує на чоловіка-куляжника на одній із мінойських фресок із Телль-ель-Даби, який носить (значно простішу) корону з хвостом. Вона припускає, що атлетизм і «королівська влада» в мінойському контексті могли йти разом, коли переможцям у спортивних змаганнях надавався особливий статус, навіть тривалий політичний. 

## Мінойські фрески
Фресковий живопис був однією з найважливіших форм мінойського мистецтва. Багато прикладів, що збереглися, фрагментарні. Стіни великих залів палаців і будинків Криту були майстерно прикрашені фресками.  Фарбу наносили швидко, поки штукатурка ще була вологою, щоб кольори повністю вбралися і не вицвіли. Через фрески можна відчути характер мінойського життя та мистецтва, а також мінойську радість життя .  Деякі фрески були реконструйовані між 1450 і 1400 роками до н.е., коли мікенці закріпилися на острові, і демонструють зовсім інший стиль. 

## Інше
Стилізована версія фрески є офіційним логотипом грецької поромної компанії Minoan Lines .

## Дивись також
- Список егейських фресок
- Акротірі
- Давньогрецький бокс
- Парижанка (фреска)

## Подальше читання
- Артур Еванс, Палац Міноса в Кноссі, книга 1, сторінка 8, 272
- Сінклер Гуд, Мінойці (1971), зображення 43
- Спиридон Марінатос, Розкопки на Тері IV, 1971, стор. 47-49

## Зовнішні посилання
- Грецький тезаурус - мінойська цивілізація
- Інформація про Кносський палац